# Дэниел, Синтия
Си́нтия Линн Дэ́ниел (англ. Cynthia Lynn Daniel; род. 17 марта 1976, Гейнсвилл, Флорида, США) — американская актриса

, фотомодель и фотограф.

## Биография
Синтия Линн Дэниел родилась 17 марта 1976 года в Гейнсвилле (штат Флорида, США) в семье Чарльтона Б. Дэниела-младшего (1939—2008) и Кэрол Дэниел. У Синтии есть старший брат Брэд Рэйлиус Дэниел и сестра-близнец Бриттани Дэниел, которая старше её на 5 минут.
Синтия начала свою карьеру в качестве фотомодели в 1987 году. В 1989—2002 годы Дэниел сыграла в четырёх фильмах и телесериалах и в 1995 году она получила премию «Молодой актёр» (1995) в номинации «Лучшее исполнение: молодая актриса в комедийном телесериале» за роль Элизабет Уокфилд из телесериала «Sweet Valley High». В начале 2000-х годов, после окончания кинокарьеры, она начала карьеру фотографа.
С 22 декабря 2006 года Синтия замужем за актёром Коулом Хаузером, с которым она встречалась 6 лет до их свадьбы. У супругов есть трое детей: два сына, Райленд Хаузер (род. в сентябре 2004) и Колт Дэниел Хаузер (род.12.06.2008), и одна дочь — Стили Роуз Хаузер (род. 2013).